# Theo Verschueren
Theophilus Alphonsus Anna Maria (Theo) Verschueren (Sint Jansteen, Nederland, 27 januari 1943) is een voormalig Belgisch wielrenner.
In 1963 won hij het eindklassement van de Ronde van België voor amateurs. In hetzelfde jaar begon zijn profloopbaan als wielrenner en deze duurde tot 1974. Hij combineerde zijn loopbaan op de weg het wielrennen op de baan. Zijn grootste successen behaalde hij echter op de baan met als specialiteiten het stayeren achter grote motoren en de dernykoers. In 1971 en 1972 werd hij wereldkampioen bij het stayeren nadat hij in de voorgaande jaren reeds tweede was geworden in deze discipline. Hij werd tevens vijfmaal Europees kampioen achter derny motoren.
Hij was met een afstand van 64,546 km tevens werelduurrecordhouder achter Derny-motoren, gevestigd in 1970 op de wielerbaan in Antwerpen.
Hij nam in zijn carrière deel aan 67 zesdaagsen en wist er hiervan twee als overwinnaar af te sluiten, beide behaald in de Zesdaagse van Antwerpen. In 1968 met Sigi Renz en Emile Severeyns, en in 1972 met Leo Duyndam en René Pijnen.

## Palmares

### Baanwielrennen
| Jaar | BK                        | EK             | WK       | Overige           |
| ---- | ------------------------- | -------------- | -------- | ----------------- |
| 1965 | derny ploegkoers          | derny          |          |                   |
| 1966 | ploegkoers                |                |          |                   |
| 1967 | stayeren                  |                |          |                   |
| 1968 | derny stayeren omnium     | derny          |          | 6daagse Antwerpen |
| 1969 | derny stayeren            | derny          | stayeren |                   |
| 1970 | derny stayeren            | derny          | stayeren |                   |
| 1971 | derny ploegkoers stayeren | derny stayeren | stayeren |                   |
| 1972 | ploegkoers                | derny stayeren | stayeren | 6daagse Antwerpen |
| 1973 | derny stayeren            | derny          |          |                   |
| 1974 | stayeren                  | derny          | stayeren |                   |

### Resultaten in voornaamste wedstrijden op de weg
| Jaar | Ronde van Italië | Ronde van Frankrijk | Ronde van Spanje |
| ---- | ---------------- | ------------------- | ---------------- |
| 1965 |                  |                     |                  |
| 1966 |                  |                     |                  |
| 1967 | opgave           |                     |                  |
| 1969 |                  |                     |                  |
| 1970 |                  |                     | opgave           |

| Jaar | Milaan-San Remo | Parijs-Roubaix | Parijs-Brussel |
| ---- | --------------- | -------------- | -------------- |
| 1965 |                 | 62e            |                |
| 1966 | 113e            |                | 14e            |
| 1967 |                 |                |                |
| 1969 | 107e            |                |                |
| 1970 |                 | 31e            |                |

## Ploegen
- 1963-1965: Dr.Mann
- 1966-1967: Romeo Smith’s
- 1968-1969: Goldor-Gerka
- 1970-1971: Hertekamp-Magniflex
- 1972-1973: Rokado
- 1974: MIC-Ludo-De Gribaldy